# Bart Johnson
Barton Robert Johnson (Hollywood, Los Ángeles, 13 de diciembre de 1970), más conocido como Bart Johnson, es un actor estadounidense, conocido por su papel como el entrenador Jack Bolton en la serie cinematográfica High School Musical.

## Carrera
En las películas de High School Musical, Johnson interpreta al entrenador del equipo de baloncesto de East High, que es también el padre de su jugador estrella, Troy Bolton (interpretado por Zac Efron).
En 2007, Johnson envuelto en el rodaje de su primer trabajo como escritor / director en una película llamada The Run, filmado en el Paraguay. También filmó un documental de sus dos hermanos que van en un viaje por carretera desde Los Ángeles a Los Cabos, México. El espectáculo se llama " 6 dólares y una botella de agua", producido por Robert Moore.
Johnson posee una cama de gama alta y el desayuno, el Molino de Johnson, en Midway, Utah. Este fue nombrado por la revista Red Book uno de los cuatro más romántica en el país.

### High School Musical
Bart desempeño un papel muy importante en las películas de High School Musical, representaba el papel de Jack Bolton, el entrenador del equipo de baloncesto de East Hight, cuyo jugador estrella era su propio Hijo Troy Bolton  (Interpretado por Zac Efron). Estuvo presente en las tres películas presentadas por Walt Disney Pictures.

### Trabajos adicionales
Bart ha trabajado actualmente en otros proyectos, puesto que el final de la serie cinematográfica High School Musical ya ha terminado, aunque se conoce la posible continuación de una cuarta película, la cual muestra a los ex-linces ya en la universidad, y dependiendo de sus vidas propias. En 2015 esta en las series televisiva de la CBS Navy Investigación Criminal Naval (NCIS)

## Vida personal
Johnson nació en Hollywood, California. Está casado con la actriz Robyn Lively, hermana de la también actriz Blake Lively. Tienen tres hijos: Kate, Bailén y su hijo Wyatt Blake. Johnson es también el cuñado de los actores Eric Lively, Jason Lively y Lori Lively.

## Filmografía

### Películas

#### Cine
| Año  | Película                           | Traducción                         | Personaje             | Notas             |
| ---- | ---------------------------------- | ---------------------------------- | --------------------- | ----------------- |
| 1995 | My Family                          | Mi familia                         | Joven Oficial         |                   |
| 2006 | Simon Says                         | Lo que Simón dice                  | Garth                 |                   |
| 2007 | Happy Valley                       | Valle Feliz                        | Doug                  |                   |
|      | Taking 5                           |                                    | Mark Thompson         |                   |
|      | Baby Daddy 2                       | Papá canguro 2                     | Phil Jacobs           |                   |
| 2008 | Murder.com                         | Asesinato.com                      | Garner                |                   |
| 2008 | High School Musical 3: Senior Year |                                    | Jack Bolton           |                   |
| 2008 | Desertion                          | Deserción                          | Daniel                |                   |
| 2008 | Animals                            | Animales                           | Vaughn                |                   |
| 2009 | Evil Angel                         | Evil Angel                         | Jeff Morgan           |                   |
| 2009 | The Yankles                        | Los Yankles                        | Sledge Dixon          |                   |
| 2009 | The Harsh Life of Veronica Lambert | La dura vida de Verónica Lambert   | Terry                 |                   |
| 2011 | Beautiful Wave                     | Hermosa Ola                        | Jerry (Padre de Jeff) |                   |
| 2011 | Monster Nutt                       | Chucho Monstruso                   | Jeff Taylor           |                   |
| 2011 | Vergiss nie, dass ich Dich Liebe   | Recuerda que siempre te querré     | Eric Lawton           |                   |
| 2011 | Vamp U                             | Vamp U                             | Ted Keller            | Actor y productor |
| 2012 | A Green Story T                    | Unahistoria verde                  | Mr. Frederick         |                   |
| 2012 | A Deadly Obsession                 | Una obsesión mortal                | Logan                 |                   |
| 2013 | The Saratov Approach               | El enfoque de Sarátov              | Senador Smith         |                   |
| 2014 | Untitled Forever Young             |                                    | Counselor Reynolds    |                   |
| 2014 | Locker 13                          | Armario 13                         | Eugene McClemore      |                   |
| 2014 | #Stuck                             | #Atascado                          | Dibujante             |                   |
| 2014 | Saints and Soldiers: The Void      | Santos y Soldados: El Vacío        | Derrick Davis         |                   |
| 2015 | A Date to Die For                  | Cita con la muerte                 | Derek Armstrong       |                   |
| 2016 | Joining the Race                   |                                    | Butch Corrigan        |                   |
| 2017 | Small Town Crime                   | Crimen en la pequeña ciudad        | Carl Nevil            |                   |
| 2017 | Lundon's Bridge and the Three Keys | El puente Lundon y las tres llaves | Kevin O'Malley        |                   |
| 2018 | Little Women                       | Mujercitas                         | Papa March            |                   |

#### Películas para televisión
| Año  | TV Movie              | Personaje       | Notas          |
| ---- | --------------------- | --------------- | -------------- |
| 2006 | High School Musical   | Jack Bolton     | Disney Channel |
| 2007 | High School Musical 2 | Jack Bolton     | Disney Channel |
| 2011 | Bird Dog              | Nate Sweely     |                |
| 2011 | A Christmas Wish      | Cal Evans       |                |
| 2011 | Cross                 | Landon McCrae   |                |
| 2013 | The Christmas Spirit  | Daniel Huntslar |                |
| 2014 | Perfect on Paper      | Ben Goldstein   |                |

### Televisión
| Año/s      | Serie                                        | Personaje                | Notas                           |
| ---------- | -------------------------------------------- | ------------------------ | ------------------------------- |
| 1993       | Crossroads                                   | Frosty                   | 1 episodio                      |
| 1994       | Saved by the Bell: The New Class             | Clint                    | 1 episodio                      |
| 1995       | Diagnosis: Murder                            | Policía 1                | 1 episodio                      |
| 1995       | Thunder Alley                                | Buzzard Boy              | 1 episodio                      |
| 1997       | Clueless                                     | Shnrv Mchnick            | 1 episodio                      |
| 1997       | Walker, Texas Ranger                         | Wyatt McLain             | 1 episodio                      |
| 1997, 2004 | JAG: Alerta Roja                             | Ray Scanlon/L.t. Johnson | 2 episodios                     |
| 1998       | Babylon 5                                    | Ranger                   | 1 episodio                      |
| 1998-1999  | Hyperion Bay                                 | Nelson Tucker            | 17 episodios                    |
| 2003       | Temblores                                    | Diputado Mack            | 1 episodio                      |
| 2004       | CSI: Miami                                   | Matt Bolton              | 1 episodio                      |
| 2004       | Doctoras de Philadelphia                     | Jake Matousak            | 1 episodio                      |
| 2006       | Eve                                          | Anthony                  | 1 episodio                      |
| 2007       | Las Vegas                                    | Barry Bertowski          | 1 episodio                      |
| 2011       | Póquer de Reinas                             | Mark                     | 1 episodio                      |
| 2012-2013  | The Client List                              | Beau Berkhalter          | 3 episodios                     |
| 2014       | NCIS: Los Ángeles                            | Mike Johnson             | 1 episodio                      |
| 2014-2016  | Gortimer Gibbon's Life on Normal Street      | Will/Bucky Fuller        | 7 episodios                     |
| 2015       | Navy: Investigación Criminal                 | Dean Hudson              | 1 episodio                      |
| 2023       | High School Musical: The Musical: The Series | El mismo                 | Recurrente en la 4.ª temporada. |

### Cortometrajes
| Año  | Cortometraje | Personaje     | Notas                       |
| ---- | ------------ | ------------- | --------------------------- |
| 1997 | The Date     | Biff          |                             |
| 2008 | The Run      | Scott         | Actor, director y guionista |
| 2011 | Swing It     | Joven soldado |                             |

### Otros
| Año/s | Nombre              | Personaje | Notas                |
| ----- | ------------------- | --------- | -------------------- |
| 2009  | HSM3: Senior Awards | Él mismo  | Documental/Making Of |